# Harald Ulrik Sverdrup
Harald Ulrik Sverdrup (15. listopadu 1888 Sogndal – 21. srpna 1957 Oslo) byl norský meteorolog, oceánograf a polárník.

## Život
Sverdrup byl v letech 1918 až 1920 vedoucím vědeckým pracovníkem Amundsenovy výpravy do Severovýchodního průjezdu.
V letech 1922 až 1925 vedl expedici, která se na lodi Maud pokoušela zopakovat Nansenův drift k severnímu pólu. Během dvojího přezimování v ledu prováděl četné oceánografické práce. Jeho měření hloubek, výčasových proudů a výšek dmutí rozlehlých šelfových oblastí Východosibiřského moře mu umožnily správně popsat šíření přílivů a odlivů jako Poincarého vlny. Po svém návratu z dlouhé výpravy zkoumající šelfové moře severní Sibiře získal profesuru meteorologie na Bergenské univerzitě v Norsku.
V roce 1931 se účastnil jako vědecký poradce Wilkinsovy polární expedice na ponorce Nautilus. Ačkoli ponorka nedosáhla severního pólu, expedice přinesla četné oceánografické poznatky.
V roce 1936 byl jmenován ředitelem kalifornského Scrippsova oceánografického ústavu (SIO), původně na 3 roky, ale vzhledem k vypuknutí druhé světové války zastával úřad do roku 1948. Z 33 výprav na výzkumném plavidle E. W. Scripps v letech 1938–1941 vzešel podrobný oceánografický soubor dat o kalifornských tichomořských vodách.
Sverdrup rozpracoval teorii všeobecné cirkulace oceánů předpokládající dynamickou rovnováhu mezi účinky větru na vodní masy a jejich pohybem, ty vyjádřil vztahem vorticity tečného napětí větru a meridionální složky gradientu Coriolisova parametru – Sverdrupova rovnováha.
Po návratu do vlasti se stal ředitelem Norského polárního ústavu a pokračoval ve svých oceánografických, biologických a polárních výzkumech. V roce 1953 předložil hypotézu kritické hloubky, která byla významným mezníkem v pochopení jarního kvetení fytoplanktonu.

## Dílo
Jeho stěžejním dílem byla obsáhlá kniha The Oceans: Their Physics, Chemistry and General Biology, kterou Harald Sverdrup spolu s M. W. Johnsonem a R. H. Fleming publikovali v roce 1942 (novější vydání je z roku 1970), ta se stala po celém světě základní osnovou oceánografie na dalších 40 let.
Sverdrup byl členem americké a norské Akademie věd, švédského Řádu polární hvězdy. Jeho jméno nese jednotka sverdrup (Sv). Americká meteorologická společnost uděluje na jeho počest Sverdrup Gold Medal Award.